# Kun sandheden
Kun sandheden är en dansk kriminalfilm från 1975 som är skriven av Henning Ørnbak baserad på en roman med den svenska titeln Bara sanningen av Poul Ørum. Det är en berättelse om ett mord i en landsortsstad, där hat och misstro lurar under ytan.

## Medverkande
- Frits Helmuth
- Morten Grunwald
- Ghita Nørby
- Bent Mejding
- Steen Springborg
- Preben Neergaard
- Eik Koch
- Karen Lykkehus
- Gerda Gilboe
- Else Højgaard
- Finn Nielsen
- Torben Hundahl
- Lone Lindorff
- Mogens Brix-Pedersen
- Flemming Dyjak
- Jørgen Bech
- Ole Ernst
- Eddie Karnil
- Esben Høilund Carlsen